# Saloca kulczynskii
Saloca kulczynskii is een spinnensoort in de taxonomische indeling van de hangmatspinnen (Linyphiidae).
Het dier behoort tot het geslacht Saloca. De wetenschappelijke naam van de soort werd voor het eerst geldig gepubliceerd in 1939 door František Miller & Josef Kratochvíl.